# Helcostizus dentifer
Helcostizus dentifer är en stekelart som beskrevs av Henry Keith Townes, Jr. 1983. Helcostizus dentifer ingår i släktet Helcostizus och familjen brokparasitsteklar. Inga underarter finns listade i Catalogue of Life.